# Williams FW09
Williams FW09/B je Williamsov dirkalnik Formule 1, ki je bil v uporabi v sezoni 1984, ko sta z njim dirkala Keke Rosberg in Jacques Laffite. Skupno sta z njim zbrala dvaintrideset nastopov na prvenstvenih dirkah Formule 1, na katerih sta dosegla eno zmago in še eno uvrstitev na stopničke. 
Dirkalnik se je izkazal za nezanesljivega, saj sta dirkača na šestnajstih dirkah odstopila kar enaindvajsetkrat. Rosberg je dosegel edini odmevni uvrstitvi, zmago na dirki za Veliko nagrado ZDA in drugo mesto na dirki za Veliko nagrado Brazilije. Sicer pa sta dosegla še tri četrta ter po eno peto in šesto mesto, kar je skupno pomenilo šesto mesto v konstruktorskem prvenstvu s petindvajsetimi točkami in pol. 

## Popolni rezultati Formule 1
(legenda) (Odebeljene dirke pomenijo najboljši štartni položaj)
| Leto | Moštvo                          | Motor    | Gume | Dirkača | 1   | 2   | 3   | 4   | 5   | 6   | 7   | 8    | 9   | 10  | 11  | 12  | 13  | 14  | 15  | 16  | Toč  | Prv |
| ---- | ------------------------------- | -------- | ---- | ------- | --- | --- | --- | --- | --- | --- | --- | ---- | --- | --- | --- | --- | --- | --- | --- | --- | ---- | --- |
| 1984 | Williams Grand Prix Engineering | Honda V6 | G    |         | BRA | JAR | BEL | SMR | FRA | MON | KAN | VZDA | ZDA | VB  | NEM | AVT | NIZ | ITA | EU  | POR | 25.5 | 6.  |
| 1984 | Williams Grand Prix Engineering | Honda V6 | G    | Rosberg | 2   | Ret | 4   | Ret | 6   | 4   | Ret | Ret  | 1   | Ret | Ret | Ret | 7   | Ret | Ret | Ret | 25.5 | 6.  |
| 1984 | Williams Grand Prix Engineering | Honda V6 | G    | Laffite | Ret | Ret | Ret | Ret | 8   | 8   | Ret | 5    | 4   | Ret | Ret | Ret | Ret | Ret | Ret | 14  | 25.5 | 6.  |